# فهرست میراث جهانی در ونزوئلا
میراث جهانی در ونزوئلا تا تاریخ ۲۰۲۵ شامل سه اثر ثبت شده در کشور جمهوری بولیواری ونزوئلا است که توسط میراث جهانی ثبت شده است.
سایت‌های سازمان میراث جهانی آموزشی، علمی و فرهنگی سازمان ملل متحد، یونسکو، مکان‌هایی هستند که دارای اهمیت فرهنگی یا طبیعی هستند، همان‌طور که در پیمان‌نامه میراث جهانی، که در سال ۱۹۷۲ تأسیس شده، شرح داده شده است. ونزوئلا این پیمان‌نامه را در جمعه، ۳۰ اکتبر ۱۹۹۰ پذیرفت و از آن هنگام، مکان‌های طبیعی و فرهنگی ونزوئلا واجد شرایط برای گنجانده شدن در فهرست میراث جهانی هستند.
۳ مکان میراث جهانی در ونزوئلا وجود دارد که شامل ۲ مکان فرهنگی و یک مکان طبیعی می‌شود. اولین مکان در ونزوئلا، کورو و بنادر آن بود که در سال ۱۹۹۳ ثبت جهانی شد. پس از آن، در سال ۱۹۹۴ نخستین و تنها اثر طبیعی ونزوئلا، یعنی پارک ملی کانائیما، نیز به ثبت جهانی رسید. از آن زمان تاکنون، تنها یک اثر دیگر که مربوط به دانشگاه شهر کاراکاس است، در سال ۲۰۰۰ میلادی، به مجموعه میراث جهانی یونسکو در ونزوئلا افزون گشته. ونزوئلا ۳ سایت دیگر را در فهرست آزمایشی خود دارد.
شهر کوروی با سازه‌های خشتی منحصربه‌فرد خود در منطقه کارائیب، تنها نمونه باقی‌مانده از ترکیب غنی سنت‌های بومی با تکنیک‌های معماری اسپانیایی مودیخار و هلندی است. این شهر که یکی از اولین شهرهای استعماری (تأسیس‌شده در سال ۱۵۲۷) محسوب می‌شود و حدود ۶۰۲ بنای تاریخی دارد. به دلیل بارش‌های غیرمعمول و آسیب‌های ناشی از آن به شهر کوروی ونزوئلا و بندر لا ولا در اواخر سال ۲۰۰۴ و اوایل ۲۰۰۵، این منطقه در سال ۲۰۰۵ در فهرست میراث جهانی در خطر قرار گرفت. برای حفاظت از کورو و بندرش، یک برنامه عملیاتی تدوین و کمیته ملی پایش تأسیس شد. این کمیته درخواست ارزیابی تخصصی کرد و در چارچوب توافق همکاری فرانسه و یونسکو، کمک فنی به مقامات ونزوئلا ارائه شد تا در تهیه سازوکارهای مدیریتی و ایجاد ساختارهای نهادی برای حفظ و پایش این منطقه یاری‌رسان باشند.

## میراث جهانی
یونسکو سایت‌ها را با ده معیار فهرست می‌کند. هر ورودی باید حداقل یکی از معیارها را داشته باشد.
| # | نگاره                                                          | نام                 | موقعیت                                                              | سال ثبت | ش ثبتمعیارها             | شرح | منبع        |
| ۱ |                                                                | کورو و بندر آن      | فالکون۱۱°۲۵′۰۱″شمالی ۶۹°۴۰′۱۲″غربی / ۱۱٫۴۱۷°شمالی ۶۹٫۶۷°غربی        | ۱۹۹۳    | ۶۵۸(iv) (v)              | شهر کورو و بندر آن لاولا، در استان فالکون، در سال ۱۵۲۷ توسط اسپانیایی‌ها به عنوان یکی از اولین سکونتگاه‌های استعماری در منطقه تأسیس شد. طرح شهری و ساختمان‌های تاریخی متعدد خود را حفظ کرده است. ساختمان‌ها با تکنیک بهارکه (با استفاده از چوب‌های بامبو یا نی‌های بافته شده با گل پوشانده شده)، خشت و خاک کوبیده ساخته شده‌اند. از نظر معماری، ساختمان‌های قدیمی‌تر به سبک اسپانیایی و مودخار هستند، در حالی که ساختمان‌های نیمه دوم قرن هفدهم به بعد تحت تأثیر سبک هلندی قرار گرفتند. از سال ۲۰۰۵، این سایت به دلیل آسیب‌های ناشی از باران‌های شدید در سال گذشته و به دلیل ساخت و سازهای جدید که یکپارچگی سایت را تهدید می‌کنند، در لیست در معرض خطر قرار گرفته است. | [ ۵ ] [ ۶ ] |
| ۲ | منظره غروب کوکنان.                                             | پارک ملی کانائیما   | بولیوار۶°۱۰′۰۰″شمالی ۶۲°۳۰′۰۰″غربی / ۶٫۱۶۶۶°شمالی ۶۲٫۵°غربی         | ۱۹۹۴    | ۷۰۱(vii) (viii) (ix) (x) | ویژگی‌های برجسته این پارک ملی تپویی است، که به کوه‌های مسطح یا مسا گفته می‌شود که طی صدها میلیون سال فرسایش ایجاد شده‌اند. به دلیل انزوا، قله‌های تپوئی منزل‌گاه گونه‌های جانوری و گیاهی بومی متعددی شده است که در آنجا زندگی می‌کنند. در میان بسیاری از آبشارهای پارک، آبشار آنجل بلندترین آبشار بدون وقفه جهان با سقوط عمودی حدود ۱٬۰۰۰ متر (۳٬۳۰۰ فوت) است. | [ ۷ ] [ ۸ ] |
| ۳ | ابرهای شناور اثر هنری از مجسمه ساز آمریکایی الکساندر کالدر است | دانشگاه شهر کاراکاس | کاراکاس۱۰°۲۹′۲۷″شمالی ۶۶°۵۳′۲۶″غربی / ۱۰٫۴۹۰۸۳°شمالی ۶۶٫۸۹۰۵۵۶°غربی | ۲۰۰۰    | ۹۸۶(i) (iv)              | شهر دانشگاهی کاراکاس بین سال‌های ۱۹۴۰ تا ۱۹۶۰ و با پیروی از طرح‌های معمار کارلوس رائول ویلانوئوا ساخته شد. این مجموعه شامل سازه‌ها و پیکره‌های هنری متعددی از جمله استادیوم، سالن نمایش آئولا ماگنا با مجسمه ابرهای شناور و باغ گیاه‌شناسی است. این یک نمونه برجسته از معماری مدرن است که در این مورد برای آب و هوای گرمسیری منطقه تنظیم شده است. | [ ۹ ]       |

## فهرست آزمایشی
افزون بر سایت‌های موجود در فهرست میراث جهانی، کشورهای عضو می‌توانند فهرستی از سایت‌های آزمایشی را که ممکن است برای نامزدی در نظر بگیرند، در این فهرست قرار دهند. نامزدها در فهرست میراث جهانی تنها در صورتی پذیرفته می‌شوند که سایت پیش‌تر در فهرست آزمایشی قرار داشته باشد.
ونزوئلا ۳ نامزد در این فهرست دارد.
| # | نگاره                               | نام                                     | موقعیت                   | سال ثبت | ش ثبتمعیارها          | شرح | منبع   |
| ۱ | خانه گیپوسکوآنا در شهر لا گوایرا    | شهر لا گوایرا                           | وارگاس                   | ۱۹۹۹    | ۱۳۰۶ (ii)(iii)(iv)(v) | لا گوایرا به عنوان بندر کاراکاس در قرن شانزدهم میلادی تأسیس شد. از طریق جاده ای که مرکز توسعه بود به پایتخت متصل می‌شد. در قرن هجدهم، استحکاماتی برای محافظت از شهر در برابر دزدان دریایی ساخته شد. در سال ۱۸۱۲، شهر با زلزله‌ای مواجه شد و چندین خانه به سبک استعماری بازسازی شد. | [ ۱۱ ] |
| ۲ | میدان خشک کردن کاکائو روبروی کلیسا. | هاسیندا چوئائو                          | ایالت آراگوآ             | ۲۰۰۲    | ۱۶۳۵                  | چوئائو در سده شانزدهم میلادی بنیان نهاده شد. این روستا درون مزارع کاکائو احاطه شده است و تولید آن بیش از ۴۰۰ سال است که ادامه دارد. در ابتدا، مزارع توسط بردگان آفریقایی زراعت می‌شد. نوادگان آنها هنوز در روستا زندگی می‌کنند و سنت‌های خود را با جشنواره‌ها، موسیقی و لباس حفظ می‌کنند. چندین ساختمان از دوران استعمار حفظ شده است، اگرچه روستا در زلزله ۱۸۱۲ آسیب دید. | [ ۱۲ ] |
| ۳ | شهری در جوار رود و شامل یک پل.      | سیوداد بولیوار در تنگهٔ رودخانهٔ اورینوکو | ایالت بولیوار و آنسوآتگی | ۲۰۰۳    | ۱۸۰۴                  | این سایت منطقه‌ای در امتداد قسمتی از رودخانه اورینوکو است که از سنگ‌های گرانیتی می‌گذرد و به یکی از باریک‌ترین قسمت‌های رود می‌رسد، در حدود ۸۰۰ متر (۲٬۶۰۰ فوت) ادامه دارد. این رودخانه محل زندگی دو گونه دلفین رودخانه‌ای است. چشم‌انداز فرهنگی در امتداد رودخانه، توسط جوامع پیشاکلمبی و دوران استعمار و جمهوری شکل گرفته است. سیوداد بولیوار (شهر بولیوار) که تا سال ۱۸۴۶ با نام آنگوستورا شناخته می‌شد، یک پایگاه نظامی مهم در دوران استقلال بود و دارای ساختمان‌هایی تحت تأثیر سبک‌های مختلف معماری است. | [ ۱۳ ] |